# 송두석
송두석(宋斗錫, 1943년 10월 10일~)은 대한민국의 성우이다. 1963년 연극 배우로 활동하다가 1969년 TBC 5기 성우로 입사했으며, 언론통폐합으로 인하여 현재는 KBS 11기로 분류된다.

## 주요 출연작품

### 애니메이션
- 독수리 오형제(TBC) - 베르크 갓체
- 꾸러기 로보컴(KBS) - 로봇1
- 레미제라블 소녀 코제트(애니원) - 질노르망
- 무적의 왕자 라이온(KBS) - 타이그라
- 흑집사(애니박스) - 다미아노

### 애니메이션 영화
- 잠자는 숲 속의 미녀 - 해설
- 하얀 낙타(SBS) - 왕 / 페롯 / 요셉

### 영화

#### 전담 배우
- 클린트 이스트우드
  - 그랜 토리노(KBS) - 월트
  - 더티 해리(KBS) - 해리 캘러한
  - 더티 해리 3(KBS) - 해리 캘러한
  - 독수리 요새(KBS) - 셰이퍼 중위
  - 더티 해리 4 - 써든 임팩트(KBS) - 해리 캘러한
  - 매디슨 카운티의 다리(KBS) - 로버트
  - 사선에서(KBS) - 프랭크
  - 석양의 무법자(TBC) - 블론디
  - 석양의 건맨(MBC) - 망코
  - 스페이스 카우보이(KBS) - 프랭크
  - 알카트라스 탈출(KBS) - 모리스
  - 앱솔루트 파워(SBS) - 루서
  - 어둠 속에 벨이 울릴때(KBS) - 데이브
  - 용서받지 못한 자(KBS) - 윌리엄 머니
  - 트루 크라임(SBS) - 스티브 에버렛
- 스콧 글렌
  - 양들의 침묵(KBS) - 잭 크로퍼드
  - 파이어 스톰(KBS) - 윈트
  - 붉은 10월(KBS) - 브린트 마커스
- 로이 샤이더
  - 죠스 1~2(KBS) - 마틴 브로디
  - 프렌치 커넥션(95년 더빙판/KBS) - 버디 루소
- 엑스맨(SBS) - 켈리 의원 (브루스 데이비슨)
- 매그놀리아(SBS) - 얼 패트리지 (제이슨 로버즈)
- 커럽터(SBS) - 숀 월러스 (브라이언 콕스)
- 빌리 엘리어트(KBS) - 심사위원
- 블랙 호크 다운(KBS) - 게리슨 (샘 셰퍼드)
- 브라더스(KBS) - 알렌토프트 (닐스 올센)
- 빅 마마 하우스(SBS) - FBI 국장
- 피스메이커(SBS) - 두산 (마셀 루어스)
- 아나콘다(KBS, SBS) - 웨스트 리지 (조너선 하이드)(KBS), 샤론 (존 보이트)(SBS)
- 벤허(SBS) - 섹스투스(안드레 모렐)
- 재회(KBS)
- 더 야드(SBS) - 프랭크 (제임스 칸)
- 더블 로맨스(KBS) - 앨런
- 벽혈남천(SBS) - 대사(장동조)
- 딜리버리(KBS) - 제라드(히드 마스)
- 사이렌스(SBS)
- 아멜리에(KBS) - 라파엘 폴랭 (루퍼스) / 바텐더 / 우체국장
- 아이 리멤버 에이프릴(KBS) - 존 (마크 하먼)
- 바람과 함께 사라지다(SBS) - 미드 박사
- 멕시칸(KBS) - 테드 (J.K. 시먼스)
- 쓰리(SBS) - 사진관 할아버지 / 수위 할아버지
- 나의 아름다운 비밀(SBS)
- 크림슨 리버(SBS)
- 인디아나 존스: 최후의 성전(KBS) - 월터 도노반(줄리언 글러버)
- 죽음의 터널(KBS)
- 맥시멈 리스크(SBS) - 키로프 (데이비드 헴브렌)
- 왓 라이즈 비니스(SBS)
- 공포의 특급열차(KBS) - 피크스
- 몬스터 볼(KBS) - 벅 그로토스키 (피터 보일)
- 베른의 기적(SBS) - 아버지 / 리처드 (피터 로메이어)
- 턱시도(SBS) - 데블린 (제이슨 아이작스)
- 고스트 독(SBS) - 바고 (헨리 실바)
- 아직은 사랑을 몰라요(SBS)
- 할로우 맨(SBS) - 크레이머 (윌리엄 디베인)
- 레모(KBS) - 레모 (프레드 워드)
- 라 비 앙 로즈(KBS) - 레이몽 (마크 바르베)
- 12명의 배심원(KBS) - 배심원(알렉세이 고르부노프)
- 공포의 비행(KBS) - 앵글 (데이비드 모즈)
- 투명인간(KBS) - 배럿 (로버트 폭스워스)
- 필사의 도전(SBS)
- 사랑할 때와 이별할 때(KBS) - 존 (윌리엄 디베인)
- 숲 속의 눈동자(KBS)
- 로렌조 오일(KBS)
- 프레데터2(KBS) - 필 하이네만 (로버트 다비)
- 태양의 저편(SBS) - 페레이라 (에베랄도 데 소우사 폰테스)
- 어비스(SBS) - 버드 (에드 해리스)
- 데니스 P(KBS) - 데니스 아버지 (존 레디)
- 인 더 베드룸(SBS) - 맷 파울러 (톰 윌킨슨)
- 야연(SBS) - 은 태상(마정무)
- 크로커다일 던디3(KBS) - 마이클 J. 크로커다일 던디 (폴 호건)
- 스피어(SBS) - 반즈 (피터 코요테)
- 코 끝에 걸린 사나이(SBS) - 모스 (제임스 우즈)
- 러시아워(SBS) - 한 영사(티지 마)
- 우정있는 설복(KBS) - 퀴글리 교수(월터 캐틀렛)
- 바다의 지배자(KBS) - 지미(타이론 파워)
- 사랑의 마라톤 300마일(KBS) - 알베르토(토니 올란도)
- 달려라 마야(KBS) - 휴고(클린트 워커)
- 007 골드핑거(KBS) - 시몬스(오스틴 윌리스)
- 소공녀(KBS) - 크로 대위(이안 헌터)
- 비버리 힐스 캅 2(SBS) - 덴트(주겐 프로크노)
- 간디(KBS) - 다이어 장군(에드워드 폭스)
- 비둘기가 날 때(KBS) - 로크(브렌던 오라일리)
- 사랑의 빛(KBS) - 리처드(배리 뉴먼)
- 특공대작전(KBS) - 포지(클린트 워커) / 덴튼(로버트 웨버)
- 한나의 전쟁(KBS)

### 외화
- 스티븐 킹의 킹덤(KBS) - 제임스 원장(에드 베글리 주니어)
- 포인트맨(SBS) - 하퍼
- 대지진 10.5(KBS) - 로이 놀런(프레드 워드)
- 커맨더 인 치프(KBS) - 테드 브리지스(윌 라이먼)
- 리포터즈(KBS) - 알베르(디디에 베자스)
- 콜드 케이스(KBS) - 존 스틸먼(존 핀)
- 롬멜(CNTV) - 롬멜(울리히 투쿠르)
- 가면라이더 덴오(챔프) - 신사
- 파워레인저 다이노소울(대원방송)- 용상구

### 광고
- 아메리칸 익스프레스 카드
- 현대자동차카드(성우:한경애)
- 동국제약(뉴메피놀)(성우:한상덕)
- 롯데푸드(산록우유)
- 공익광고협의회(급행주의, 경제활성화 3편, 앵무새, 우리모두 다같이(라디오광고),다시 뜁시다,처음처럼)
- 매일유업(비피더스 요구르트,비피더스 우유)
- 부광약품(로취큐)
- 해태제과(에이스 크래커)
- 뉴트리라이트
- 롯데네슬레코리아(캔네스카페)
- 종근당(펜잘)
- 국제상사(프로스펙스)
- 한국일보
- 빙그레(뉴면)
- 삼성전자(애니콜)
- 현대자동차(뉴그레이스)
- 현대해상

### 방송 (TV 다큐멘터리, 교양 프로그램, 라디오 드라마 및 라디오 프로그램)
- 광주는 말한다(KBS) - 해설
- 대원군(MBC) - 해설
- 이야기 속으로(MBC) - 해설
- 이제는 말할 수 있다(MBC) - 해설
- 현장르포 마이크출동 - 1990년 신년특집 공해 이대로 둘 수 없다(MBC 표준FM) - 해설[2]
- '92 신춘특집 문예 드라마 시리즈(어느 유목민) (MBC 표준FM)[3]
- KBS 무대 10년(시인학교) (KBS 제2라디오)

### 게임
- 전격 Z 작전 - 가트 나이트